# Syllitus fulvipennis
Syllitus fulvipennis är en skalbaggsart som beskrevs av Charles Joseph Gahan 1893. Syllitus fulvipennis ingår i släktet Syllitus och familjen långhorningar. Inga underarter finns listade i Catalogue of Life.